# 1547
1547 (MDXLVII) fue un año común comenzado en sábado del calendario juliano.

## Acontecimientos

### Enero
- 16 de enero: El Gran Duque Iván IV de Moscovia se convierte en el primer Zar de Rusia.
- 28 de enero: Eduardo VI de Inglaterra sucede a su padre Enrique VIII.

### Febrero
- 15 de febrero: Fundación de Irapuato
- 20 de febrero: Eduardo VI de Inglaterra es coronado en la Abadía de Westminster.

### Marzo
- 3 de marzo: Se inician las obras del templo La Seo de Zaragoza.
- 31 de marzo: Muere Francisco I rey de Francia.

### Abril
- 7 de abril: Catalina Parr se casa con su amante, Thomas Seymour.
- 24 de abril: Batalla de Mühlberg - El Emperador Carlos V derrota a las fuerzas de la Liga de Esmalcalda dirigidas por el Elector Juan Federico I de Sajonia.

### Mayo
- 19 de mayo: Se firman las Capitulaciones de Wittenberg tras el triunfo de Carlos I, Rey de España y V Emperador de Alemania en la batalla de Mühlberg, en la que vence a la Liga de Esmalcalda.

### Julio
- 1 de julio: España/Paraguay - La diócesis de Paraguay es creada por el papa Paulo III.
- 25 de julio: en la actual Ecuador, el conquistador español Francisco de Orellana funda la aldea de Santiago de Guayaquil.
- 31 de julio: Enrique II es coronado rey de Francia en Reims.

### Septiembre
- 29 de septiembre: Nace Miguel de Cervantes Saavedra en Alcalá de Henares

### Octubre
- 8 de octubre: La "Cámara Ardiente" es creada en París como corte criminal para juzgar herejías.
- 9 de octubre: Miguel de Cervantes, nacido probablemente el 29 de septiembre, es bautizado.

### Diciembre
- 2 de diciembre: Muere el conquistador español Hernán Cortés en Castilleja de la Cuesta , España

### Sin fecha
- España - Se establece el estatuto de limpieza de sangre. Contrarreforma.
- Creciente emigración de los hugonotes a Kent, especialmente a Canterbury
- Batalla de Mühlberg (1547) y la Paz de Augsburgo (1555), se asume la división religiosa de Alemania y la independencia de hecho de los estados alemanes

## Arte y literatura
- Tintoretto - Eucaristía.
- Primer libro impreso en idioma lituano, escrito por Martynas Mazvydas.

## Nacimientos
- 24 de febrero: Juan de Austria, príncipe español (f. 1578)
- 29 de septiembre: Miguel de Cervantes, escritor español (f. 1616)

## Fallecimientos
- 19 de enero: Henry Howard, poeta y aristócrta inglés (n. 1517)
- 28 de enero: Enrique VIII, rey de Inglaterra (1509-1547).
- 31 de marzo: Francisco I de Francia, rey de Francia (1515-1547) (n. 1494)
- 21 de junio: Sebastiano del Piombo, pintor italiano (n. 1485)
- 7 de agosto: Cayetano de Thiene, sacerdote italiano, fundador de los teatinos (n. 1480)
- 2 de diciembre: Hernán Cortés, conquistador español (n. 1485)